# Bo
A Bo és Ao kocsisorozatot 1978 és 1979 között gyártották a lengyelországi poznańi Cegielski Vagongyárban.
Az Ao kocsikra, a 2014-es decemberi menetrendváltás óta már csak 2. osztályú jegy érvényes.

## Felépítésük
A kocsik önhordó kocsiszekrényű, acélvázas, könnyített, hegesztett szerkezetűek. A homlokátjárók kétszárnyú tolóajtóval ellátottak. A feljáróajtók ún. billenőpadlós ízelt kivitelűek. A kocsik mindkét végén az előterekben egy-egy WC és mosdóhelyiség van.

### Bo kocsik
A 20-37 középszámcsoportú Bo kocsik 2. osztályúak, 10 fülkések, fülkénként 8 ülőhellyel. Opole forgóváz tuskófékkel rendelkező, 4ANC típusú, a kocsik világítását és az akkumulátor töltését egyenáramú dinamók biztosítják, tranzisztoros inverterrel. A kocsik konvekciós villamos fűtésűek.
Az első generációs InterCity-kocsikat 1990 és 1991 között ezekből alakították ki, melyek a Bko típusjelzést kapták. Itt fülkénként csak 6 ülést helyeztek el.
2008 és 2009 között szintén ezekből a kocsikból készültek el Dunakeszin a MÁV harmadik generációs InterCity kocsijai a Bombardier MÁV Kft. műhelyében.
Az eredeti Bo kocsikból 2021 májusában már csak hat darab van forgalomban. Közülük három 2021. április 20-án Újfehértónál kisiklott. Közforgalomban már nem vesznek részt.

### Ao kocsik

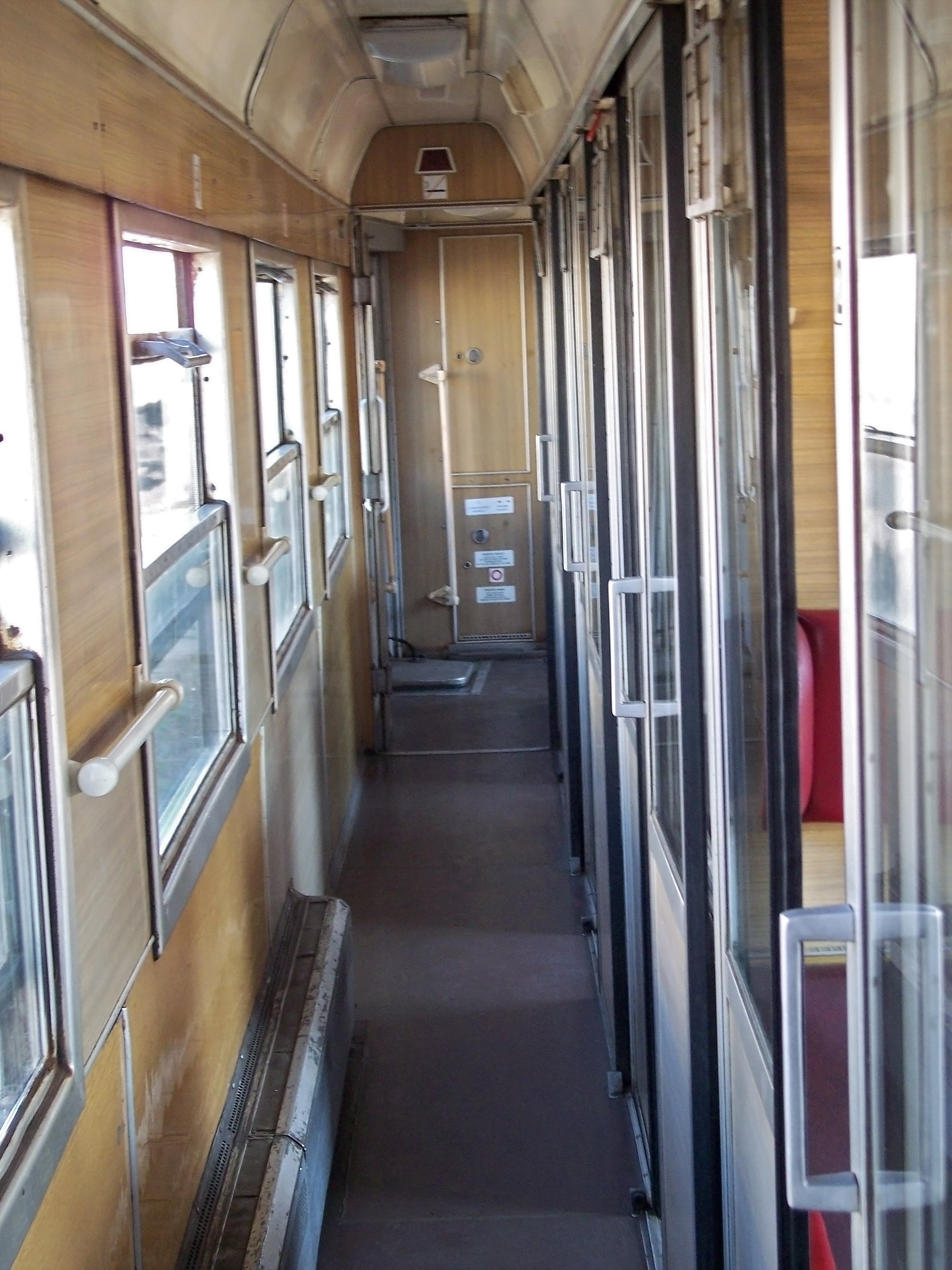
Egy Bo gyorsvonati fülkés személykocsi folyosója

Az Ao kocsik 2. osztályú (korábban 1. osztályú) kocsik, 9 fülkések, fülkénként 6 ülőhellyel. További felépítésükben megegyeznek a Bo kocsikkal, középszámuk 19-37. Közforgalomban már nem vesznek részt.